# Радованска гора
Радованската гора (на сръбски: Радовањски луг или Radovanjski lug) е дъбова гора в близост до Радоване, Сърбия, лобно място на първия сръбски вожд Карагеорги Петрович. Това е природен мемориален паметник, който обхваща 46 ha (0,46 km2).

## История
Завръщайки се от изгнание в Русия през 1817 г., водачът на Първото сръбско въстание Карагеорги Петрович и неговият спътник Наум Кърнар отсядат в колиба, собственост на Драгич Войкич, в гората при село Радоване. Милош Обренович, лидер на полуавтономното Княжество Сърбия, опасявайки се за властта си, междувременно е сключил споразумение с османските турци и нарежда Петрович и Кърнар да бъдат убити. Никола Новакович, довереник на Вуица Вуличевич, отсича главата на Петрович с ятаган, а Кърнар застрелва с пушка. Погребва ги и двамата без глави в гроб на 35 метра от хижата до потока, а главите им са препарирани и изпратени в Истанбул като доказателство, че двамата са мъртви.
Оригиналният гроб на водача на Първото сръбско въстание е отбелязан с голям дървен кръст през 1845 г., а впоследствие е поставена мраморна плоча с текст, голям дървен кръст и желязна ограда. Гората става природен паметник по време на управлението на княз Александър Караджорджевич, сина на Карагеорги Петрович. През 1936 г. е построена мемориална църква „Свети Архангел Гавраил“, посветена на Карагеорги. През 1979 г. Радованската гора е категоризирана като недвижимо културно наследство от изключително значение.